# Lijst van records uit de geschiedenis van de Belgische eerste klasse voetbal
Op deze pagina vindt u een lijst 
van records uit de geschiedenis van de Belgische eerste klasse voetbal, naar analogie met de pagina lijst van records uit de geschiedenis van de Nederlandse Eredivisie. Dit overzicht is gebaseerd op gegevens uit het boek van Dirk Deferme: De match van het jaar. Bijna alle cijfers gelden voor de periode van 1895 tot juni 2015. De periode voor WOI is, omdat er toen zo weinig clubs in competitie waren, moeilijk vergelijkbaar met nu.

## Algemeen
- Recordkampioen: - 34 - RSC Anderlecht
- Aantal keer op rij landskampioen: - 5 - RSC Anderlecht 1964-1968

## Wedstrijden
- Wedstrijd met de meeste goals: 18-0 Racing Club de Bruxelles-Sporting Club de Bruxelles (10 januari 1897)
- Meeste doelpunten door een club in een wedstrijd: 18-0 Racing Club de Bruxelles-Sporting Club de Bruxelles (10 januari 1897)
- Aantal wedstrijden op rij gescoord: - 51 - Standard CL (19 februari 1933 - 6 januari 1935)[1]
- Aantal wedstrijden op rij niet gescoord: - 8 (752 min.) - RAA Louviéroise (25 februari tot 16 april 2006)
- Meeste overwinningen op rij in een seizoen: - 15 - Standard CL (22 november 1970 - 7 april 1971)
- Meeste ongeslagen wedstrijden op een rij:

1. Union SG (1932-1935) 60
2. SC Anderlecht (1984-1985) 33
3. Club Brugge (1989-1990) 32
4. Racing CB (1900-1902) 31
5. Standard CL (2007-2008) 31
6. Beerschot AC (1927-1928) 27
7. RC Genk (2001-2002) 26
8. AA Gent (1953-1954) 25
9. SK Beveren (1986-1987) 25
10. KV Mechelen (1989-1990) 24

- Meeste ongeslagen thuiswedstrijden op een rij:

1. SC Anderlecht (1970-1975) 68 (2 april 1970 Union SG wint 0-1) tot (27 augustus 1975 Lierse SV wint 0-1)
2. Daring CB (1911-1921) 59
3. Club Brugge (1976-1979) 55
4. Union SG (1932-1936) 40
5. Antwerp FC (1942-1946) 37
6. KV Mechelen (1969-1971) 37
7. AA Gent (1981-1983) 34
8. Standard CL (1993-1995) 34
9. Beerschot AC (1923-1925) 29
10. RC Mechelen (1923-1925) 23

- Meeste ongeslagen uitwedstrijden op een rij:

1. Union Saint-Gilloise (1903-1907) 33
2. Standard CL (1958-1959) 22
3. Club Brugge (1993-1994) 21
4. SC Anderlecht (1999-2000) 20
5. Antwerp FC (1956-1957) 19
6. SV Waregem (1984-1985- 19
7. KV Mechelen (1988-1990) 18
8. RC Genk (2017-2019) 18
9. Beerschot AC (1927-1928) 17
10. AA Gent (2014-2015) 17

- Meeste nederlagen op rij in een seizoen: - 10 -

1. KV Mechelen (30 oktober 1921 - 19 januari 1922)
2. KFC Belgica Edegem (30 december 1934 - 17 maart 1935)
3. Cercle Brugge (25 december 1945 - 24 maart 1946)
4. Tilleur FC (8 maart 1959 - 10 mei 1959)
5. KSC Hasselt (29 september 1979 - 25 november 1979)
6. Royal Antwerp FC (19 september 1986 - 30 november 1986)
7. KSK Beveren (2 maart 2002 - 5 mei 2002)
8. Cercle Brugge (26 december 2012 - 30 maart 2013)
9. AFC Tubize (31 januari 2009 - 11 april 2009)
10. Royal Mouscron-Péruwelz (13 december 2014 - 1 maart 2015)

## Seizoensrecords algemeen
- Meeste doelpunten in een seizoen: - 1398 - (1946-1947)
- Minste doelpunten in een seizoen: - 428 - (1921-1922)
- Hoogste doelpuntgemiddelde per wedstrijd: - 4,703 - (1933-1934)
- Laagste doelpuntgemiddelde per wedstrijd: - 2,387 - (1971-1972)

## Seizoensrecords clubs
- Meeste doelpunten van een ploeg in een seizoen: - 112 - RSC Anderlecht (1966-1967)
- Minste doelpunten van een ploeg in een seizoen: - 17 -

1. Uccle Sport (1920 - 1921)
2. Royal FC Liégeois (1923 - 1924)
3. White Star (1924 - 1925)
4. Royal FC Liégeois (1970 -  1971)
5. Royal Crossing Club de Schaerbeek (1970 - 1971)
6. Union Royale Saint-Gilloise (1972 - 1973)

- Meeste tegendoelpunten in een seizoen: - 122 - Boom FC (1941-1942)
- Minste tegendoelpunten in een seizoen: - 12 - RSC Anderlecht (1966-1967)
- Meeste overwinningen in een seizoen: RSC Anderlecht (2009-2010)
- Minste overwinningen in een seizoen: Racing Mechelen (1936-1937)
- Minste nederlagen in een seizoen: - 0 - Union Royale Saint-Gilloise (1933-1934)
- Meeste nederlagen in een seizoen: - 26 - KSC Hasselt (1979-1980); Beerschot (2021-2022)

## Spelers
- Meeste kampioenschappen gewonnen: - 9 - Jef Jurion
- Meeste wedstrijden in eerste klasse: - 614 - Raymond Mommens
- Meeste wedstrijden voor één club: - 488 - Bert De Cleyn (KV Mechelen)
- Meeste wedstrijden voor een buitenlander: - 449 - Bob Hoogenboom (KSC Lokeren)
- Meeste buitenlanders aan de aftrap: - 20 -

1. KSC Lokeren - KSK Beveren (10 november 2004)
2. KSC Lokeren - KSK Beveren (21 september 2005)
3. Royal Mouscron-Péruwelz - K. Lierse SK (22 november 2014)

- Meeste wedstrijdminuten zonder onderbreking: - 280 x 90' - Henri Coppens (KV Mechelen, 4 oktober 1936 - 6 februari 1949)
- Langst zonder tegendoelpunt: - 1390' - Dany Verlinden (Club Brugge, 1990)
- Vaakst topscorer: - 6 - Erwin Vandenbergh (1980, 1981, 1982, 1983, 1986, 1991)
- Aantal keer topscorer op rij: - 4 - Erwin Vandenbergh (1980 - 1983)
- Jongste topscorer: - 15 - Romelu Lukaku (Anderlecht 2009 - 2010)

## Coaches
- Coach met de meeste wedstrijden: - 818 - Robert Waseige

## Doelpunten
- Meeste doelpunten: - 377 - Bert De Cleyn (1932 - 1955)
- Meeste doelpunten in een seizoen: - 41 -

1. Jules Van Craen: K. Lierse SK (1942 - 1943)
2. Arthur Ceuleers: Beerschot AC (1942 - 1943)

## Kaarten
- Snelste rode kaart: - 38" - Moses Simon (KAA Gent - KSC Lokeren, 21 januari 2015)
- Meeste rode kaarten in een seizoen: - 4 -

1. Husein Beganović: RWDM (1997 - 1998)
2. Jacky Peeters: KAA Gent (2002 - 2003)
3. Laurens De Bock: Lokeren 1 + Club Brugge 3 (2012 - 2013)

- Club met de meeste rode kaarten in een seizoen: - 14 - Sporting Charleroi (2009 - 2010)
- Club met de meeste gele kaarten in een seizoen: - 114 - Club Brugge (2009 - 2010)
- Meest gele kaarten: - 14 -

1. Mario Andic (K. Lierse SK 2006 - 2007)
2. William Vainqueur (Standard Luik 2013 - 2014)

## Transfers
- Duurste binnenlandse transfer: €7 miljoen - Theo Bongonda (SV Zulte Waregem naar KRC Genk)
- Duurste transfer van buitenland naar België: €16 miljoen - Roman Yaremchuk (SL Benfica naar Club Brugge)
- Duurste transfer van België naar buitenland: € 35 miljoen - Charles De Ketelaere (Club Brugge naar AC Milan)

- Lijst van topscorers Belgische Eerste Klasse
- Eerste klasse (voetbal België)